# Essi ci guardano dalle torri
Essi ci guardano dalle torri è una raccolta di racconti di J. G. Ballard, pubblicata il 14 febbraio 1965 nella collana di fantascienza Urania (numero 371). Il libro contiene 5 dei 9 racconti originariamente pubblicati nel 1963 da Ballard per l'editore Berkley Books, col titolo Passport to Eternity; i restanti quattro racconti sono stati pubblicati in Italia sempre nella collana Urania, nel numero 399, intitolato appunto Passaporto per l'eternità.

## Racconti

### Essi ci guardano dalle torri
(The Watch Towers)
In una realtà nella quale il cielo è invaso da misteriose "Torri di Osservazione", una cittadina di provincia americana cerca in qualche modo di trovare una sua quotidianità. Nessuno sa chi siano gli "Osservatori" che abitano le bizzarre torri di metallo capovolte, che sembrano emergere dal cielo per terminare, a poche decine di metri dal tetto degli edifici, con cupole di vetro schermate. La vita viene scandita dalle rigide regole imposte dal Consiglio, che cercano di ridurre al minimo le attività sociali per timore che qualunque variazione dello status quo provochi una reazione degli Osservatori.
In questo scenario, l'insegnante Charles Renthall, esasperato dalla noia e dalla necessità di tenere segreta la sua relazione con Julia Osmond, mette in moto un piano per sfidare il Consiglio a dimostrare di essere realmente in contatto con gli Osservatori, cosa che egli ritiene un bluff. Alleatosi con il signor Boardman, proprietario di un cinema già nella "lista nera" del Consiglio, avvierà una catena di eventi che non sarà più in grado di fermare.

### L'uomo al 99º piano
(The Man on the 99th Floor)
Un uomo è spinto da un impulso irrefrenabile a raggiungere le cime dei grattacieli di esattamente 100 piani, per poi trovarsi psicologicamente e fisicamente incapace a superarne il 99°. Lo psichiatra Vansittart incontra quest'uomo, casualmente, sul tetto del palazzo della Scuola di Medicina. Incuriosito, decide di aiutarlo a scoprire la fonte di questi disturbi.

### Il tempo si guasta
(Escapement)
Il dottor Francis svolge il ruolo di psichiatra su una stazione spaziale che sta affrontando un viaggio di oltre due secoli con destinazione il sistema di Alpha Centauri. Le ultime tre generazioni dei componenti dell'equipaggio sono nate sulla stazione e non hanno mai visto la Terra; l'ultima generazione, composta dagli adolescenti Abel e Zenna, è stata inoltre condizionata psicologicamente a credere che non esista altro mondo al di fuori della Stazione. Normalmente, i giovani vengono messi al corrente della verità in età adulta, ma l'intelligenza fuori dal comune di Abel gli permette di intuire che qualcosa non va e costringe il dott. Francis ad accelerare i tempi. Tuttavia, le risposte dello psichiatra non frenano la curiosità del ragazzo e la sua perspicacia rischia di svelare un altro, terribile segreto che il dottore ha nascosto a tutto l'equipaggio.

### Amplificazione
(Track 12)
Maxted, atleta in pensione e ora venditore di microscopi, ha una relazione clandestina con la moglie del dottor Sheringham, professore universitario di biochimica. Quando Sheringham lo invita a trascorrere una serata nella sua lussuosa villa, Maxted si aspetta che le carte vengano messe in tavola in una discussione "da uomo a uomo". In realtà, l'accademico ha intenzione di introdurlo al suo bizzarro hobby: l'amplificazione dei microsuoni.

### L'astronauta scomparso
(A Question of Re-Entry)
Il tenente Connolly viene incaricato dalle Nazioni Unite di ritrovare la capsula spaziale della Goliath 7, precipitata nell'Amazzonia cinque anni prima. A bordo del mezzo c'era il colonnello Francis Spender, il primo astronauta ad atterrare con successo sulla Luna (va qui notato che Ballard scrisse il racconto nel 1963, sei anni prima del primo, reale allunaggio). Le Nazioni Unite ormai non sperano più di ritrovare Spender vivo, ma è necessario recuperare i materiali e i dati della capsula. Accompagnato dal capitano Pereira su un'imbarcazione che risale l'Orinoco, Connolly conta di raggiungere un villaggio di indios nel cuore della foresta nel quale vive un occidentale, Ryker. Questi da dodici anni si è ritirato a vivere nella giungla con gli indigeni ed è rispettato e temuto dalle tribù: il piano del tenente è quello di interrogare i capitribù per sapere se sanno qualcosa e possibilmente organizzare delle battute di ricerca usando gli indios come guide, il tutto con l'aiuto di Ryker.
Tuttavia, una volta giunti a destinazione, Connolly e Pereira si accorgeranno che sia Ryker che gli indigeni sono tutt'altro che propensi a collaborare. Inoltre, l'uomo che pensavano rispettato dalla tribù, comanda in realtà il villaggio con il pugno di ferro e si è fatto nominare sciamano facendo ricorso a un oscuro segreto, che non intende rivelare ai nuovi arrivati.